# Wolf Warrior
Wolf Warrior (xinès simplificat: 战狼, pinyin: Zhàn Láng) és una pel·lícula del 2015 dirigida per Wu Jing i co-escrita per Harlin Con. És protagonitzada per Wu Jing, Scott Adkins.
La pel·lícula és la primera d'una nissaga de cinema d'acció reeixida a la República Popular de la Xina, donant nom també a la diplomàcia agressiva xinesa que va sorprendre al món a principis de la dècada del 2020.